# Соловйов Андрій Олександрович
Андрій Олександрович Соловйов (нар. 23 серпня 2002, Київ, Україна) — український футболіст, півзахисник ковалівського «Колосу».

## Життєпис
Народився в Києві. Футбольний шлях розпочав 2010 року в столичному «Переможці», який виступав в юнацькому чемпіонаті Києва. У ДЮФЛУ з 2015 по 2019 рік виступав за «Мал» (Коростень), «Зміна-Оболонь» (Київ) та «Колос» (Ковалівка).
Напередодні старту сезону 2019/20 років підписав професіональний контракт з «Колосом». Виступав за юнацьку та молодіжну команди ковалівців. Після розформування молодіжного чемпіонату України відправився в оренду в «Чайку». У футболці борщагівського клубу дебютував 25 липня 2021 року в нічийному (0:0) домашньому поєдинку 1-го туру групи «А» Другої ліги України проти чернівецької «Буковини». Андрій вийшов на поле в стартовому складі, а на 82-й хвилині його замінив Річард Куноун. Першим голом у дорослому футболі відзначився 27 серпня 2021 року на 35-й хвилині переможного (3:0) домашнього поєдинку 6-го туру грпуи «Б» Другої ліги України проти ставищенського «Любомира». Соловйов вийшов на поле в стартовому складі та відіграв увесь матч. У складі «Чайки» зіграв 13 матчів у Другій лізі України, в якій відзначився 1-м голом. Влітку 2022 року повернувся до Ковалівки, пройшов із командою збори та потрапив до заявки команди на сезон. У футболці першої команди дебютував 13 листопада 2022 року в нічийному (0:0) домашньому поєдинку 13-го туру Прем'єр-ліги України проти київського «Динамо». Андрій вийшов на поле на 90+4-й хвилині замість Сергія Мякушка.
На початку березня 2023 року відправився в оренду до «Діназа». У футболці вишгородського клубу дебютував 9 квітня 2023 року в програному (0:3) виїзному поєдинку групи вибування Першої ліги України проти «Скорука». Соловйов вийшов на поле в стартовому складі, а на 46-й хвилині його замінив Сергій Білоус. У весняній частині сезону 2022/23 років провів 8 поєдинків у Першій лізі України.